# غويلرمو ألفريدو توريس
غويلرمو ألفريدو توريس هو لاعب رماية كوبي، ولد في 10 فبراير 1959.

## وصلات خارجية
- غويلرمو ألفريدو توريس على موقع أوليمبيديا (الإنجليزية)